# Telesphore Placidus Toppo
Telesphore Placidus Toppo (Chainpur, Nepal, 15 de octubre de 1939-Ranchi, India, 4 de octubre de 2023) fue un cardenal y arzobispo católico indio.

## Biografía
Estudió en el Colegio San Javier de Ranchi, posteriormente se trasladó a Italia donde se licenció en Teología, por la Pontificia Universidad Urbaniana de Roma.
Ordenado sacerdote el 3 de mayo de 1969 por el obispo Mons. Franz von Streng. El 8 de junio de 1978 fue nombrado Obispo de la Diócesis de Dumka por el papa Pablo VI y su Ordenación Episcopal fue el 7 de octubre de 1978. El 8 de noviembre de 1984 fue nombrado Arzobispo coadjutor de Ranchi, y un año más tarde el día 7 de agosto de 1985 fue nombrado por el papa Juan Pablo II y consagrado por el arzobispo Kerketta Pío, como nuevo Arzobispo de la Archidiócesis de Ranchi, sucediendo al mismo arzobispo que le concedió el Sacramento del orden Mons. Kerketta Pío.
Posteriormente Telesphore Placidus, fue elegido como nuevo Presidente de la Conferencia Episcopal de la India (o Conferencia de Obispos Católicos de la India), entre 2002 y 2005, sucedido en la presidencia, por el cardenal Oswald Gracias.

### Cardenal
Durante el consistorio celebrado el día 21 de octubre de 2003, el papa Juan Pablo II, lo elevó al rango de cardenal concediendo el título cardenalicio de Sagrado Corazón de Jesús Agonizante en Vitinia.
Como cardenal, fue uno de los cardenales electores, durante el Cónclave de 2005, que eligió a Benedicto XVI como nuevo sumo pontífice
Durante el Sínodo de los Obispos celebrado en octubre de 2005, fue el presidente delegado de la XI Asamblea General Ordinaria del Sínodo, cuyo tema era "La Eucaristía: fuente y cumbre de la vida y de la misión de la Iglesia".
Telesphore Placidus es actualmente miembro del Instituto Interreligioso Elías de Jerusalén.
Desde 2007, también es miembro del Pontificio Consejo de la Cultura en la Curia Romana.
Tras la Renuncia del papa Benedicto XVI al papado, Telesphore, fue uno de los 115 cardenales electores del Cónclave de 2013, que dio comienzo el 12 de marzo, y que eligió el 13 de marzo al nuevo sumo pontífice de la Iglesia católica el papa Francisco
El 29 de julio de 2014 fue confirmado como miembro de la Congregación para la Evangelización de los Pueblos.

### Renuncia
El Papa Francisco aceptó la renuncia de Toppo como arzobispo de Ranchi el 24 de junio de 2018, anunciando como su sucesor a Félix Toppo, obispo de Jamshedpur.
Telesphore Toppo murió en el Hospital y Centro de Investigación Constant Lievens en Ranchi, el 4 de octubre de 2023, a la edad de 83 años.